# 1824 en Lorraine
Chronologie de la Lorraine
- 1820
- 1821
- 1822
- 1823
- 1824
- 1825
- 1826
- 1827
- 1828

Cette page est une liste d'événements qui se sont produits durant l'année 1824 en Lorraine.

## Événements

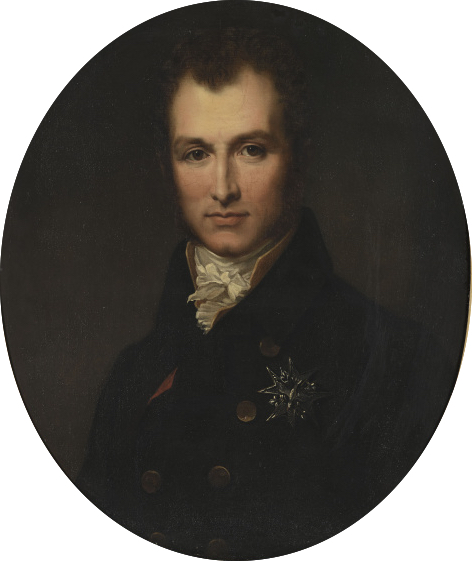
Antonin Claude Dominique Just de Noailles (1777-1846).

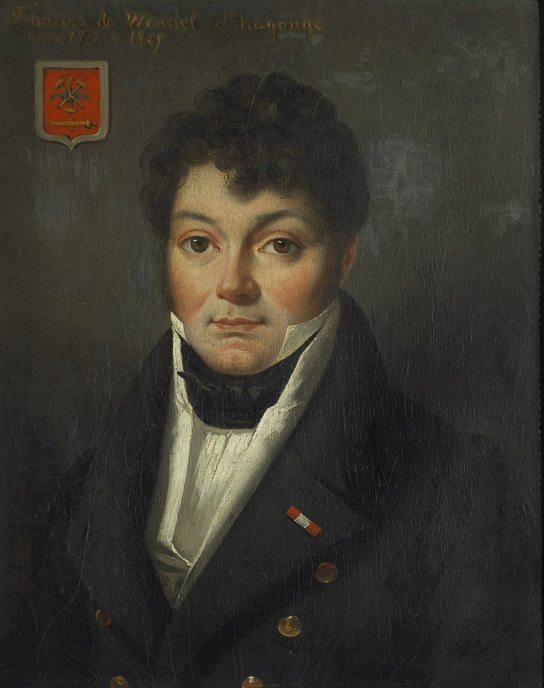
François de Wendel (1778-1825).

- Jacques-François Besson devient le 98e évêque de Metz (jusqu'en 1842).
- Création de l'école forestière de Nancy[1].
- 6 mars, élus députés de la Meurthe : Charles-Antoine Saladin, il est élu député du 2e arrondissement électoral de la Meurthe (Lunéville); Antoine Jankovicz de Jeszenicze, siégeant dans la majorité soutenant les gouvernements de la Restauration; Christophe-Thiébault d'Hoffelize. D'Hoffelize siégea à droite et fit partie de la majorité qui soutint Villèle au pouvoir; Antonin Claude Dominique Just de Noailles (22 août 1777 - Paris ✝1er août 1846 - Paris), septième prince de Poix puis (1834) quatrième duc espagnol de Mouchy, troisième duc français de Mouchy et duc de Poix et Antoine Dubois de Riocour.
- Sont élus députés du département de la Meuse : Charles-Adrien de Cholet, élu le 26 février. Il prend place au centre droit au sein de la Chambre et soutient de ses votes le ministère Villèle; Laurent Leclerc siégeant jusqu'en 1827 dans la majorité soutenant les ministères de la Restauration; Charles Gédéon Théodore de Vassinhac et Philippe Panon.
- 6 mars : sont élus députés du collège de département de la Moselle : François Durand de Tichemont; Joseph-Gaspard d'Hoffelize, réélu; Jean Baptiste Joseph de Lardemelle, réélu avec 60 % des voix; François Marchand-Collin, député de la Moselle de 1824 à 1830, siégeant à l'extrême droite; François de Wendel (1778-1825); Marie-Césaire du Teil; Joseph de Turmel et François Gabriel Simon.
- 6 mars : sont élus députés du collège de département des Vosges : Antoine Richard d'Aboncourt; Charles Thomas Joseph Gabriel Lepaige; Joseph Cuny; Charles Joseph Alexandre Baudel-Martinet et François-Dieudonné de Ravinel.
- 14 juin : premier concours de labour de France organisé par Mathieu de Dombasle à Roville-devant-Bayon[1].

### Presse écrite
- Parution des Annales agricoles de Roville - ou Mélanges d'agriculture, d'économie rurale et de législation agricole... par C.-J.-A. Mathieu de Dombasle[2]

## Naissances

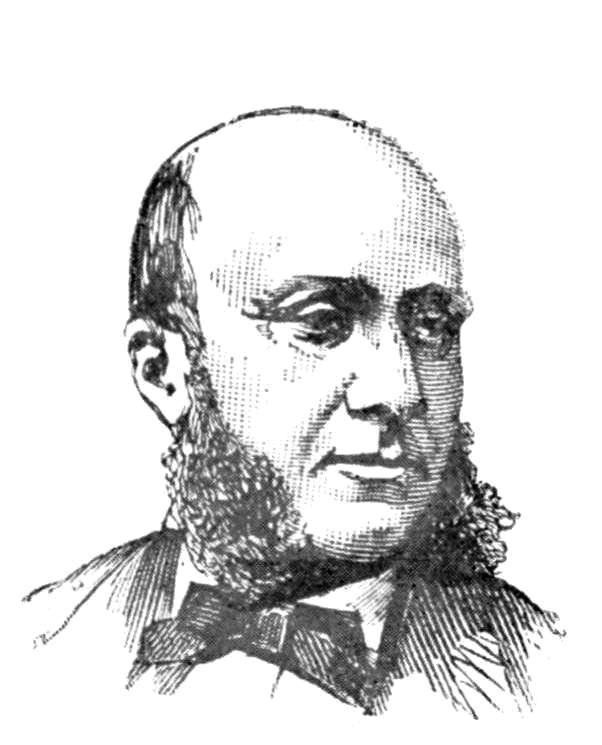
Auguste Bernard

- 1 janvier, Nancy : Joseph-Hardouin-Gustave d'Andlau ( ✝ janvier 1892 - Buenos Aires (Argentine)), militaire et homme politique français du XIXe siècle.
- 19 janvier à Metz : Le général de brigade Jean-Baptiste Henry Putz, décédé à Fontainebleau le 19 janvier 1903[3].
- 8 février : François-Louis (Franz-Ludwig) Fleck, décédé en 1899 à Metz, est ordonné évêque le 25 juillet 1881. Il est le centième évêque de Metz de 1886 à 1899.
- 9 février à Nancy : André Vuillien (mort à Pusey (Haute-Saône) le 6 mai 2016), homme politique français qui a été député du département de Saône-et-Loire de 1956 à 1958.
- 16 mars à Nancy : Nicolas Auguste Tissot (décédé en 1897), cartographe français. Il s'est intéressé aux déformations engendrées par les projections cartographiques et a inventé l'indicatrice qui porte son nom.
- 26 mars  à Bains-les-Bains : Julie-Victoire Daubié (au quotidien Victoire Daubié[4] ou fautivement Julie Daubié), morte le 26 août 1874 à 50 ans à Fontenoy-le-Château (Vosges), journaliste française, militante des droits des femmes.
- 30 avril à Sanry-sur-Nied : Jean Joxé (1824-1916) fonctionnaire des postes, député et maire d'Angers.
- 9 juin à Thonne-la-Long : Rémi François Lucien Corvisart, mort à Paris le 24 décembre 1882, médecin français.
- 1 décembre à Château-Salins (Meurthe) : Auguste Bernard, homme politique français, décédé le 19 août 1883 à Ramonchamp (Vosges).
- 14 novembre à Mirecourt : Alfred  de Jancigny, mort le 20 novembre 1892 (à 68 ans), fonctionnaire français, préfet du Second Empire, personnalité catholique d'Évreux.
- 2 décembre à Thionville : Charles Abel, décédé le 2 mai 1895 à Guentrange, avocat, historien et homme politique. Il fut député protestataire lorrain au Reichstag.

## Décès
- 25 mars à Sarreguemines : Dominique-Charles-Ignace d'Hausen de Weidesheim (né le 16 novembre 1758 à Sarreinsming), homme politique français.
- 19 juin à Neufchâteau : Charles François Raoul, né le 5 avril 1759 à Liffol-le-Grand (Vosges), général français de la Révolution et de l’Empire.
- 26 avril à Metz : Joseph Crouzat, né le 25 février 1735 à Sérignan (Hérault), général de brigade de la Révolution française.
- 30 juillet à Rozérieulles (Moselle) : Guillaume Lepéduchelle dit Péduchelle, né le 26 janvier 1740 à Paris, général de brigade de la Révolution française.
- 5 octobre à Nancy : Joseph Paradis, né le 23 décembre 1741 à Thiaville-sur-Meurthe (Lorraine), général français de la Révolution et de l’Empire.
- 24 décembre à Bar-le-Duc : Jacques Gillon, homme politique français né le 12 juillet 1762 à Troyon (Meuse).